# Zeliony Chliakh
Zeliony Chliakh (en russe : Зелёный Шлях) est un khoutor du selsoviet de Novoivanovka du raïon de Soudja dans l'oblast de Koursk, en Russie. Sa population s'élevait à 30 habitants au recensement de 2021.

## Géographie
Le khoutor de Zeliony Chliakh se situe dans l'oblast de Koursk, un oblast de la partie européenne de la Russie. Il fait partie du raïon de Soudja, avec Soudja comme centre administratif. Il se trouve dans le selsoviet de Novoivanovka, une municipalité, avec le village de Novoivanovka comme chef-lieu.

## Histoire
En août 2024, lors de l'offensive dans l'oblast de Koursk au cours de l'invasion russe de l'Ukraine, la localité est conquise par les Forces armées de l'Ukraine et est reprise par les russes le 11 octobre suivant.

## Démographie
Recensements (*) et estimations de la population :
| 2002 * | 2010* | 2021* | - |
| ------ | ----- | ----- | - |
| 56     | 37    | 30    | - |